# Nosovîci, Kiverți
Nosovîci (în ucraineană Носовичі) este un sat în comuna Jornîșce din raionul Kiverți, regiunea Volînia, Ucraina.

## Demografie
Componența lingvistică a localității Nosovîci
     Ucraineană (99,68%)
     Alte limbi (0,32%)
Conform recensământului din 2001, majoritatea populației localității Nosovîci era vorbitoare de ucraineană (99,68%), existând în minoritate și vorbitori de alte limbi.